# 泡子沿前山遗址
泡子沿前山遗址，位于中国吉林省龙潭山区棋盘街，为一个省级文物保护单位，类型为古遗址，公布时间为2007年5月31日。该文物保护单位由吉林市文物管理处管理。
泡子沿前山遗址的历史年代为汉。